# Shamier Little
Shamier Little (Louisville, 20 maart 1995) is een atlete uit de Verenigde Staten, die zich heeft toegelegd op de 400 meter horden. Ze werd zowel meervoudig NCAA-kampioene als Amerikaans kampioene op dit onderdeel.

## Loopbaan

### Start en eerste jeugdsuccessen
Shamier Little stamt uit een sportief gezin. Haar vader was actief in het American football en haar moeder deed aan basketbal en hoogspringen. Zelf begon zij op achtjarige leeftijd met atletiek. Vanaf haar negende nam zij deel aan allerlei wedstrijden, van lokale wedstrijdjes tot de Amerikaanse jeugdkampioenschappen aan toe, als 100 meter sprintster. Ze kon aardig meekomen, maar exceptioneel was ze niet.
Pas nadat Little serieuzer was gaan trainen, begon zij highschool-records te vestigen op de 100 m horden, de 200 m en de 400 m. In 2011 won zij op de Jeugd Olympiade van de AAU de 400 m horden. In 2012 veroverde zij op de 'Arcadia Invitational', een van de meest toonaangevende highschool-toernooien in de Verenigde Staten, goud op de 400 m, wat ze een jaar later herhaalde. In 2012 werd zij bovendien nationaal jeugdkampioene op de 400 m horden, waarmee zij zich kwalificeerde voor de wereldkampioenschappen voor U20-junioren. Daar haalde zij in de finale de finish niet door een valpartij over de laatste horde, terwijl zij op medaillekoers lag. In 2013 nam zij deel aan de Amerikaanse kampioenschappen op de 100 m horden en de 400 m, maar in beide gevallen finishte zij niet bij de eerste drie.

### Eerste titels bij de senioren
Na de highschool koos Little voor de Texas A&M-universiteit, waarvoor zij al in haar eerste studiejaar de NCAA-titel op de 400 m horden veroverde en als lid van het universiteitsteam tweede werd op de 4 × 400 m estafette. In 2015 prolongeerde zij haar NCAA-titel op de 400 m horden in 53,74, wat op dat moment de snelste wereldtijd was. Vervolgens werd zij ook voor het eerst Amerikaans kampioene op dit onderdeel, om daarna op de Pan-Amerikaanse Spelen in deze discipline eveneens naar het goud te grijpen. Bij de  wereldkampioenschappen in Peking moest zij ten slotte alleen in de Tsjechische Zuzana Hejnová haar meerdere erkennen, die in 53,50 haar titel prolongeerde. Little kwam tot 53,94.
In 2016 slaagde Little erin om voor het derde jaar op rij op de 400 m horden de NCAA-titel in de wacht te slepen. Ze deed dat in 53,51, een verdere verbetering van haar PR. Later dat seizoen boekte zij binnen de Diamond League-reeks haar eerste overwinning, na bij eerdere wedstrijden in deze serie al een paar keer bij de eerste vijf te zijn geëindigd. De Weltklasse Zürich, de voorlaatste Diamond League-wedstrijd van het jaar, won zij in 53,94.

### Te vroeg gepiekt
In 2017 was Little al vroeg in vorm, getuige haar tweede plaats in de Prefontaine Classic in mei in 53,44, opnieuw een PR-prestatie. Een maand later dook zij op de Amerikaanse kampioenschappen zelfs voor het eerst onder de 53 seconden door in 52,75 tweede te worden achter Dalilah Muhammad (kampioene in 52,64). Een snelle 400 m in 50,40, een PR-prestatie, bij de London Müller Anniversary Games in de eerste week van juli, gevolgd door een tweede plaats op de 400 m horden bij de Herculis-meeting in 54,02 enkele weken later, leken een degelijke aanloop naar de WK in Londen in augustus. In de Britse hoofdstad kon zij echter haar draai niet vinden en eindigde zij in de halve finale als vierde in 55,76, drie seconden boven haar persoonlijk beste tijd. De piek in haar prestaties was dit jaar te vroeg gekomen.

### NACAC-kampioene
Naast haar tweede Amerikaanse titel op de 400 m horden veroverde Little in 2018 in Toronto op dit onderdeel ook de titel op de Noord-Amerikaanse, Centraal-Amerikaanse en Caribische (NACAC) kampioenschappen. Bovendien zegevierde zij bij een tweetal Diamond League-wedstrijden en liep ze in Stockholm bij een andere wedstrijd uit die serie de 400 m vlak in 50,82. Op haar favoriete onderdeel wist zij echter niet opnieuw door de grens van 53 seconden te breken.

## Titels
- Pan-Amerikaanse Spelen kampioene 400 m horden - 2015
- Pan-Amerikaanse Spelen kampioene 4 x 400 m - 2015
- NACAC-kampioene 400 m horden - 2018
- NCAA-kampioene 400 m horden - 2014, 2015, 2016
- Amerikaans kampioene 400 m horden - 2015, 2018, 2023
- Wereldkampioene U20 400 m horden - 2014
- Wereldkampioene U20 4 x 400 m - 2014

## Persoonlijke records
Outdoor
| Onderdeel    | Prestatie          | Datum         | Plaats       |
| ------------ | ------------------ | ------------- | ------------ |
| 200 m        | 23,02 s (+1,5 m/s) | 29 april 2023 | Baton Rouge  |
| 400 m        | 49,68 s            | 21 juli 2023  | Monaco       |
| 800 m        | 2.04,39 s          | 25 april 2021 | Fayetteville |
| 100 m horden | 13,77 s (+0,4 m/s) | 3 mei 2014    | Baton Rouge  |
| 400 m horden | 52,39 s            | 4 juli 2021   | Stockholm    |

Indoor
| Onderdeel   | Prestatie | Datum            | Plaats          |
| ----------- | --------- | ---------------- | --------------- |
| 60 m        | 7,65 s    | 14 februari 2017 | Ostrava         |
| 200 m       | 23,40 s   | 31 januari 2021  | Fayetteville    |
| 300 m       | 36,98 s   | 2 februari 2018  | College Station |
| 400 m       | 50,57 s   | 21 februari 2021 | Fayetteville    |
| 600 m       | 1.24,65 s | 13 januari 2023  | Fayetteville    |
| 60 m horden | 8,43 s    | 8 februari 2014  | College Station |

## Palmares

### 400 m
Diamond League-resultaten
- 2018: 4e Stockholm Bauhaus Athletics - 50,82 s
- 2018:  London Müller Anniversary Games - 50,40 s

### 400 m horden
Kampioenschappen
- 2014: DNF WK U20 (in ½ fin. 57,46 s)
- 2014:  NCAA-kamp. - 55,07 s
- 2014:  WK U20 - 55,66 s
- 2015:  NCAA-kamp. - 53,74 s
- 2015:  Amerikaanse kamp. - 53,83 s
- 2015:  Pan-Amerikaanse Spelen - 55,50 s
- 2015:  WK - 53,94 s
- 2016:  NCAA-kamp. - 53,51 s
- 2017:  Amerikaanse kamp. - 52,75 s
- 2017: 4e in ½ fin. WK - 55,76 s
- 2018:  Amerikaanse kamp. - 53,61 s
- 2018:  NACAC-kamp. - 53,32 s
- 2018:  Wereldbeker - 53,86 s
- 2022:  Amerikaanse kamp. - 53,92 s
- 2022: 4e WK - 53,76 s
- 2023:  Amerikaanse kamp. - 53,34 s
- 2023:  WK - 52,80 s

Diamond League-resultaten
- 2016:  Weltklasse Zürich - 53,97 s
- 2017:  Prefontaine Classic - 53,44 s
- 2017:  Herculis - 54,02 s
- 2018:  Bislett Games - 53,94 s
- 2018:  Athletissima - 53,41 s
- 2018:  London Grand Prix - 53,95 s
- 2018:  Weltklasse Zürich - 54,21 s
- 2019:  Golden Gala - 54,40 s
- 2019:  Bislett Games - 54,92 s
- 2019:  Athletissima - 53,73 s
- 2019:  Weltklasse Zürich - 53,86 s
- 2021:  Stockholm Bauhaus Athletics - 52,39 s
- 2021:  Müller Anniversary Games – 54,53 s
- 2021:  Prefontaine Classic - 53,79 s
- 2021:  Athletissima - 53,78 s
- 2021: 8e Meeting de Paris - 57,18 s
- 2021:  Weltklasse Zürich - 53,35 s
- 2023:  Meeting International Mohammed VI d'Athlétisme de Rabat - 53,95 s

### 4 × 400 m
- 2014:  NCAA-kamp. - 3.25,63
- 2014:  WK U20 - 3.30,42
- 2015:  Pan-Amerikaanse Spelen - 3.25,68

- World Athletics: 14443767

1972: Käsling, Kühne, Seidler, Zehrt ·
1976: Maletzki, Rohde, Streidt, Brehmer ·
1980: Prorotsjenko, Gojsjtsjik, Zjoeskova, Nazarova ·
1984: Leatherwood, Howard, Brisco-Hooks, Cheeseborough ·
1988: Ledovskaja, Nazarova, Pinigina, Bryzgina ·
1992: Roezina, Dzjigalova, Nazarova, Bryzgina ·
1996: Stevens, Malone, Graham, Miles ·
2000: Miles Clark, Hennagan, Colander, Anderson ·
2004: Trotter, Henderson, Richards, Hennagan ·
2008: Wineberg, Felix, Henderson, Richards ·
2012: Trotter, Felix, McCorory, Richards-Ross ·
2016: Okolo, Hastings, Francis, Felix ·
2020: McLaughlin, Felix, Muhammad, Mu ·
2024: Little, McLaughlin-Levrone, Thomas, Holmes